# Газуани, Мухаммед ульд
Мухаммед ульд аш-Шейх аль-Газуани (араб. محمد ولد الشيخ محمد أحمد ولد الغزواني‎, фр. Mohamed Ould Ghazouani; известен также как Газуани и ульд Газуани; род. 31 декабря 1956, Бумдид, Асаба, Мавритания) — мавританский генерал и политический деятель. Президент Мавритании с 1 августа 2019 года.
Газуани являлся генеральным директором по национальной безопасности и начальником штаба Вооружённых сил Мавритании (2008—2018 годы). Министр обороны Мавритании с октября 2018 по март 2019 года. Близкий соратник бывшего президента Мохамеда ульд Абдель Азиза.

## Биография
Газуани родился в Бумдиде района Асаба 31 декабря 1956 года. Принадлежит к известной суфийской семье в Мавритании. Сын духовного лидера племени мурабитов Идейбуссат. Женат на докторе Мариам Минт Мохамед Вадхель ульд Да. Имеет пятеро детей.

## Военная служба
Служил в мавританской армии с конца 1970-х годов. Затем обучался в качестве офицера в Марокко. Получил степень бакалавра, магистра в области администрирования и военных наук, а также прошёл несколько военных сертификатов и курсов.
Газуани является соратником Мохаммеда ульд Абдель Азиза, президента страны в 2009—2019 годах. В 2005 году входил в военный совет, который сверг президента Маауйя ульд Сид Ахмед Тайя. Занимал должность директора службы национальной безопасности.
В 2008 году как союзник Мохаммеда ульд Абдель Азиза участвовал в свержении президента Сиди ульд Шейх Абдаллахи.
В январе 2008 года был назначен начальником Генерального штаба армии, сохранив этот пост и после свержения президента Абдаллахи.

## Политическая карьера
В октябре 2018 года президент Мохаммед ульд Абдель Азиз назначил Газуани министром обороны Мавритании.
1 марта 2019 года Газуани объявил о своём участии в президентских выборах, стремясь заменить президента Абдель Азиза. 15 марта 2019 года подал в отставку с поста министра обороны для участия в выборах. 22 июня 2019 года одержал победу на выборах, получив 52 % голосов избирателей в 1-м туре, и стал избранным президентом Мавритании.

### Президентские выборы 2024 года
В апреле 2024 года Мухаммед ульд Газуани объявил о своей кандидатуре на президентских выборах 2024 года, фаворитом которых он считался.
1 июля 2024 года он был переизбран, набрав 56,1 % голосов в первом туре голосования.